# Ygg
Ygg (укр. Іґґ) — український ембієнт блек метал гурт.

## Історія
Гурт сформований в 2010 році в Харкові, двома колишніми учасниками іншого харківського блек-метал рок-гурту Nokturnal Mortum.

## Склад
- Helg — гітара, вокал; (2010—)
- Євгеній «Vrolok» Антоненко — бас, вокал; (2010—)
- Odalv — барабани. (2010—)

## Дискографія
- Ygg (2011)